# Martin Raussen
Martin Raussen (født 25.05.1954) er professor ved Institut for Matematiske Fag, Aalborg Universitet. Hans forskningsområde er anvendt algebraisk topologi, især rettet algebraisk topologi med applikationer til samtidighedsteori inden for teoretisk datalogi.

## Uddannelse og karriere
Martin Raussen er uddannet Diplom-Matematiker ved Universität des Saarlandes, Tyskland (1975) og Dr.rer.nat. (Ph.d.) i matematik ved Georg-August-Universität Göttingen, Tyskland (1981). I 1983 var han gæste adjunkt ved Danmarks Tekniske Universitet (DTU) og fra 1983 til 1984 var han Postdoc ved Aarhus Universitet. Han blev ansat ved Aalborg Universitet i 1984, hvor han var lektor indtil 2015, hvor han blev professor. I 2014 blev han Doctor scientiarum (dr.scient.) ved Aalborg Universitet.

Fra 2003 til 2008 var han chefredaktør ved Newsletter of the European Mathematical Society og siden 2005 har han været medlem af redaktionen af Journal on Homotopy Theory and Related Structures. Han tog initiativ til udgivelse af det nye tidsskrift Journal of Applied and Computational Topology; siden første årgang i 2017 er han medlem af det rådgivende udvalg for chefredaktøren. Fra 2011 til 2015 var han formand for European Science Foundation Research Networking Programme “Appplied and Computational Algebraic Topology”, fra 2010 til 2016 var han næstformand for European Mathematical Society og siden 2018 har han været formand for organisationsudvalget til the 29th Nordic Congress of Mathematicians 2023.

Han blev kåret som ”Årets Underviser” i 2018 og 2019.